# Acid oxalic
Acidul oxalic (denumire IUPAC: acid etandioic, formula H2C2O4) este un acid dicarboxilic cu structura (HOOC)-(COOH). Datorită prezenței celor două grupe carboxil, acesta este unul dintre cei mai tari acizi organici. Este un compus solid care formează un cristalohidrat cu două molecule de apă care poate fi eliminată prin încălzire la peste 100°C.  
Este, de asemenea, un agent reducător. Sărurile și esterii, sunt cunoscuți sub numele de oxalați.

## Rol metabolic

### Radicalul oxalil
Acidul oxalic are un rol metabolic important datorat radicalului oxalil prezent în compuși ca acid oxalilacetic sau acid oxalilsuccinic ce iau parte la metabolismul energetic prin ciclul Krebs.

### Toxicitate
Acidul oxalic și oxalații sunt acizi slab nefrotoxici care sunt prezenți din abundență în multe plante, cele mai notabile fiind spanacul sălbatic (Chenopodium album), revent și măcriș (Rumex acetosa). Acidul oxalic irită membrana intestinelor când este consumat și poate fi fatal în doze mari. Doza semiletală pentru acidul oxalic pur este de aproximativ 375 mg/kg de greutate corporală , sau circa 25 g pentru o persoană de 65 kg. Acidul oxalic poate fi prezent în organism și prin consumul unei alte toxine, etilenglicol (în general cunoscută sub numele de antigel), deoarece, de-a lungul timpului, organismul transformă etilenglicolul în acid oxalic. Acidul oxalic din organism poate fi sintetizat și prin metabolizare fie din acid glioxilic fie din acid ascorbic (vitamina C) nefolosit, care produce o boală gravă pentru persoanele care iau supradoze de suplimente de vitamina C.

## Rol deorganometalic
Acidul oxalic reacționează ca agent chelator cu ionii, precum calciu, din organism și formează cristale de oxalați care irită intestinele și rinichii. Cea mai comună piatră de rinichi este alcătuită din oxalat de calciu.
Deoarece se leagă de nutrienți vitali precum calciul, consumul pe termen lung de produse bogate în acid oxalic poate duce la deficiențe nutritive. Indivizii sănătoși pot consuma aceste mâncăruri cu moderație, dar cei care suferă de tulburări ale rinichilor, gută sau artrită reumatoidă sunt în general sfătuiți să evite mâncărurile bogate în acid oxalic sau oxalați.

## Producere
Poate fi produs ca sare de sodiu prin reacția sodiului cu dioxid de carbon uscat, la 350°C.
Sarea de sodiu poate fi produsă prin încălzirea rapidă a formiatului de sodiu la 300-420°C
când se produce o descompunere energică cu degajare de hidrogen. Oxalatul de sodiu este apoi caustificat cu lapte de var. Oxalatul de calciu astfel obținut este tratat cu   acid sulfuric pentru eliberarea acidului oxalic .

## Prezența în alimente
Alimentele care conțin concentrații mari de acid oxalic sunt (în ordine descrescătoare): hrișca, carambola, piperul negru, pătrunjelul, semințele de mac, reventul, spanacul, gulia, banana, cacaoa, ciocolata, majoritatea nucilor, majoritatea fructelor de pădure și fasolele. În cazul reventului, singura parte comestibilă este tulpina, deoarece rădăcina și frunzele conțin cantități periculoase de acid oxalic. Senzația de nisip care apare în gură atunci când se mănâncă deserturi de lapte cu revent este cauzată de precipitarea oxalatului de calciu. Cantități infime de acid oxalic pot ataca caseina din produsele lactate.
Frunzele de ceai (Camellia sinensis) sunt cunoscute pentru una dintre cele mai mari concentrații de acid oxalic conținut în ele în comparație cu alte plante. În orice caz, infuziile care se prepară din acestea conțin doar cantități mici de acid oxalic pe porție, și asta datorită numărului mic de frunze folosit pentru preparare.

## Proprietăți chimice
Acidul oxalic are caracter reducător, oxidându-se la dioxid de carbon și apă,
după cum se vede din reacția cu oxigenul atomic produs de permanganat și acid sulfuric.
{\displaystyle {\begin{matrix}COOH\\|\qquad \quad \\COOH\end{matrix}}+[O]\longrightarrow 2CO_{2}+H_{2}O}, în prezență de KMnO4 în H2SO4;
{\displaystyle {\begin{matrix}COOH\\|\qquad \quad \\COOH\end{matrix}}\longrightarrow H_{2}O+CO_{2}+CO}, în prezență de H2SO4 concentrat.
La încălzire rapidă peste 200°C se descompune în acid formic și dioxid de carbon.

## Utilizări industriale și casnice
În afară de prezența naturală în plante, acidul oxalic poate fi găsit în unele produse chimice casnice, precum unii înălbitori (este folosit drept decolorant în industria textilă) sau tratamente anti-rugină. Este folosit, de asemenea, de restauratorii de obiecte din lemn, pentru că acidul dizolvă stratul de lemn uscat de deasupra și expune materialul proaspăt de dedesubt. Acidul oxalic vaporizat este folosit de unii apicultori drept acaricid împotriva acarianului parazit Varroa.